# Matt Helm (série télévisée)
Pour les articles homonymes, voir Matt Helm et Helm (homonymie).
Matt Helm est une série télévisée américaine développée par Sam Rolfe, composée d'un pilote de 72 minutes diffusé le 7 mai 1975 et de treize épisodes de 48 minutes diffusés entre le 20 septembre 1975 et le 3 janvier 1976 sur le réseau ABC.
En France, la série a été diffusée à partir du 21 août 1976 sur TF1 puis rediffusée en 1979 et en 1987 toujours sur la même chaîne, notamment dans le cadre de l'émission La Une est à vous.
Rediffusion sur série club dans les années 1990.

## Synopsis
Les aventures d'un ancien agent secret reconverti dans le privé où il officie en tant que détective à Los Angeles.

## Origine
Cette série est librement adaptée du personnage de Donald Hamilton. Du tueur froid et méthodique des romans aux adaptations cinématographiques avec Dean Martin dans les années 1960, il ne reste pas grand chose. Néanmoins, les scénaristes rappellent dès le téléfilm pilote que Matt Helm fut agent secret auprès d'une organisation appelée "La Machine" afin de montrer l'évolution du personnage. Dans la série, il s'est installé à Los Angeles pour devenir détective privé. Il travaille lors de ses affaires en étroite collaboration avec la police locale, notamment avec le sergent Hanrahan et l'avocate Claire Kronski.

## Fiche technique
- Titre original : Matt Helm
- Titre français : Matt Helm
- Création : Sam Rolfe d'après le personnage de Donald Hamilton
- Supervision des scénarios : James Schmerer
- Producteurs : Charles B. Fitzsimons, Ken Pettus, Buzz Kulik
- Producteur exécutif : Irving Allen
- Producteurs associés : Robert Mintz, Mel Swope
- Thème musical : Morton Stevens
- Musique : Jerrold Immel, Jerry Fielding, Richard Hazard, Morton Stevens
- Directeurs de la photographie : Robert Hoffman, Charles F. Wheeler
- Montage : Les Green, Albert P. Wilson, Bernard Balmuth, Asa Boyd Clark
- Distribution : Al Onorato, Rachelle Farberman
- Création des décors : Ross Bellah, Carl Anderson, John Beckman, Carol Braunger
- Supervision des costumes : Jerry Herrin, Grady Hunt
- Coordination des cascades : Charles Picerni, Fred Lerner, Richard E. Butler
- Supervision du maquillage : Ben Lane
- Sociétés de production : Meadway Productions, Columbia Pictures Television
- Tournage : Studios Burbank en Californie
- Pays d'origine : États-Unis
- Langue : anglais mono
- Format image : 1.33 plein écran
- Nombre d'épisodes : 14
- Durée : 48 minutes et 72 minutes (Téléfilm pilote)
- Dates de première diffusion :  États-Unis : 7 mai 1975 ;  France : 21 août 1976

## Distribution
- Anthony Franciosa (VF : Daniel Gélin) : Matthew Helm
- Laraine Stephens (VF : Perrette Pradier) : Claire Kronski
- Gene Evans (VF : Edmond Bernard) : Sergent Frederick Hanrahan
- Jeff Donnell : Ethel la standardiste

## Commentaire
- En VO, le nom du personnage est "Matthew Helm". En VF, il a été adapté en "Mathieu Helm".
- Le dernier épisode ("Die Once, Die Twice") est resté inédit en France. Il est disponible en VOST dans le coffret DVD.

## DVD
La série est sortie en DVD en France :
- Matt Helm, intégrale de la série , coffret 5 DVD-9 sorti le 29 janvier 2020 chez Elephant Films, distribué par Sony Pictures Home Entertainment. Format : 1.33:1, 4:3 plein écran. Pistes audio disponibles : français et anglais mono 2.0 Dolby Digital. Sous-titres : français. Le téléfilm pilote, ainsi que les 13 épisodes, sont présentés en copies restaurées d'après les négatifs 35 mm. Il s'agit d'une édition Toutes Zones[3]. Le dernier épisode, inédit en France, n'est disponible qu'en VOST.